# Port Authority (album)
Port authority è un album di Marco Polo pubblicato nel 2007.

## Tracce
1. Port authority intro - 1:23
2. Get busy feat Copywrite - 4:25
3. Marquee feat O.C. - 4:15
4. War feat Kardinal Offishal - 3:57
5. Nostalgia feat Masta Ace - 4:50
6. Wrong one feat Wordsworth - 3:41
7. Low budget allstars feat Kev Brown, Kenn Starr, Od - 4:10
8. Speak softly feat Jo Jo Pellegrino - 3:54
9. Time & place feat Ed O.G. - 3:42
10. The radar feat Large Professor - 4:22
11. All my love feat Jaysaun - 3:39
12. Lay it down feat Roc Marciano - 4:46
13. Go around feat Buckshot - 4:26
14. Hood tales feat Kool G Rap & D.V. Alias Khrist - 4:07
15. Heat feat Supastition - 3:25
16. Rollin feat Sadat X, Ju-Ju & A.G. - 4:07
17. For the future feat Critically Acclaimed - 3:48
18. Relax feat J*Dacey - 4:07